# Warumungu
Warumungu är ett australiskt språk som talades av 321 personer år 2016. Warumungu talas i Nordterritoriet. Warumungu tillhör de pama-nyunganska språken. Språket anses vara utdöende..
Språket har ingen skriftlig standard.
En del av talarna pratar också den engelskbaserande kreolspråket kriol.

## Fonologi

### Konsonanter
|             | Bilabial | Alveolar | Alveolar | Palatal | Velar  |
| ----------- | -------- | -------- | -------- | ------- | ------ |
| Norm.       | Bilabial | Apikal   |          | Palatal | Velar  |
| Klusil      | p \| b   | t \| d   | t̺ \| d̺   | c \| ɟ  | k \| g |
| Nasal       | m        | n        |          | ɲ       | ŋ      |
| Lateral     |          | l        | l̺        | ʎ       |        |
| Flapp       |          | ɾ        |          |         |        |
| Approximant | w        | ɹ        |          | j       |        |

Källa:

### Vokaler
|        | Främre | Bakre |
| ------ | ------ | ----- |
| Sluten | i      | u     |
| Öppen  | a      | a     |

Källa: